# FTO (gen)
FTO är en gen som är placerad på människans kromosom 16 på q-armen, band 12.2, på forward strängen. FTO–genen beskrevs för första gången år 1999, då forskare genom mutagenes (ett samlingsnamn på de metoder vilka används för att på konstgjord väg framställa mutationer i DNA) plockade bort flera hundra baspar av en gen, som resulterade i sammanväxta tår hos möss, därav förkortningen FTO från engelskans "fused toes". På grund av sin storlek på musens kromosom 8 fick den namnet "Fatso" (engelska för "fetknopp") och genen har ansetts ha ett samband med utvecklingen av fetma, speciellt påvisat i hypotalamus och fettvävnader.
Proteinet som genen kodar är vanligen en monomer (sammanfogas till långa molekylkedjor genom polymerisationen och resultatet blir en polymer med monomeren som upprepande enhet) men den kan också finnas som en homodimer. Genen ger upphov till 22 transkript som består av tre till nio exon och storleken kan variera från ungefär 200 000 till 410 000 baspar. Det finns 64 kända varianter i genen och den är associerad med fyra olika fenotyper. Genen uttrycks i de flesta vävnader i kroppen, men framför allt i hjärnan i områden som kontrollerar födointag.

## Koppling till BMI och fetma
Förut trodde man att FTO-genen var direkt kopplad till ökad risk för högre BMI och fetma. Den mest kända varianten är rs9939609, varianten ligger i första intronet i genen och är en klump av tio närliggande SNP:s som alla är kopplade till ökad BMI. Även andra varianter har studerats och visats vara riskfaktorer för ökad BMI, bland annat rs1421085. 
I studier används ofta genome-wide association studies, GWAS, men ingen av dessa studier har visat direkt förbindelse mellan olika varianter och FTO expression. 
Senare studier har visat att dessa icke-kodande varianter i FTO-genen är funktionellt kopplade till homeobox genen IRX3, som ligger flera megabaser iväg. Regionen i FTO som är fetma-associerad interagerar direkt med promotorn till IRX3. Studier visar att det finns en direkt koppling mellan uttrycket av IRX3 och reglering av kroppsmassa. Varianterna i FTO reglerar alltså expressionen av de två avlägsna generna, IRX3 och IRX5 och överaktivering av dessa gener orsakar att förstadiefettceller förändras från bruna till vita fettceller. Detta leder till ökad lipid lagring och förlust av mitokondrisk termogenes. 

## Hemtester
Det finns tester man kan göra hemma och sedan skicka till ett företag för att ta reda på olika saker om sina gener. Dessa tester kallas för hemtester. En av dessa hemtester är riktad mot att testa sig själv för övervikt. I testet testar man de olika generna som kan inverka på aptit, ätbeteenden och hur kroppen hanterar olika typer av fett i maten. Gener spelar en stor roll i övervikt och fetma.
Testet ger dig svar och beskriver hur du kan påverka ditt body mass index (BMI), dina blodfetter och om man kan motverka övervikt genom att vara fysiskt aktiv och träna.  Hemtestet undersöker fyra olika gener som påverkar övervikt, blodfetter och BMI. Dessa gener är FTO, PPARG, APOA5 och FABP2.
I detta test kollar företaget på en SNP i FTO-genen för att få information om personen bär på förmåga för övervikt och om man kan motarbeta det genom fysisk aktivitet. Hemtestet kollar allelerna (A och T) i rs9939609 samt homozygocitet för dessa alleler. Forskning visar att individer löper 40-60% högre risk för fetma om de har två kopior av A allelen, vilken oftast kallas riskvariant i FTO. Övervikt är en komplex åkomma eftersom det är omöjligt att säga att en viss genvariant av FTO orsakar övervikt samt att det inte bara är FTO-genvarianter som kan öka risken, utan hundratals varianter i olika gener.  Hos väst- och centraleuropeiska människor har A allelen i rs9939609 en populations frekvens 46 %, hos Yoruba 51 % och hos kinesiska individer 16 %. Ungefär 16 % av den europeiska befolkningen har två kopior av den här riskallelen, A. 